# Malleval (Loira)
Malleval és un municipi francès situat al departament del Loira i a la regió d'Alvèrnia-Roine-Alps. L'any 2007 tenia 535 habitants.

## Demografia

### Població
El 2007 la població de fet de Malleval era de 535 persones. Hi havia 196 famílies de les quals 48 eren unipersonals (24 homes vivint sols i 24 dones vivint soles), 64 parelles sense fills i 84 parelles amb fills.
La població ha evolucionat segons el següent gràfic:
Habitants censats

### Habitatges
El 2007 hi havia 269 habitatges, 210 eren l'habitatge principal de la família, 42 eren segones residències i 17 estaven desocupats. 252 eren cases i 17 eren apartaments. Dels 210 habitatges principals, 183 estaven ocupats pels seus propietaris, 24 estaven llogats i ocupats pels llogaters i 3 estaven cedits a títol gratuït; 2 tenien una cambra, 9 en tenien dues, 31 en tenien tres, 64 en tenien quatre i 104 en tenien cinc o més. 160 habitatges disposaven pel capbaix d'una plaça de pàrquing. A 68 habitatges hi havia un automòbil i a 127 n'hi havia dos o més.

### Piràmide de població
La piràmide de població per edats i sexe el 2009 era:
| Homes | Edats   | Dones |
| ----- | ------- | ----- |
| 0     | 95 o +  | 1     |
| 1     | 90 a 94 | 1     |
| 2     | 85 a 89 | 1     |
| 2     | 80 a 84 | 3     |
| 8     | 75 a 79 | 11    |
| 7     | 70 a 74 | 8     |
| 14    | 65 a 69 | 11    |
| 8     | 60 a 64 | 15    |
| 14    | 55 a 59 | 6     |
| 20    | 50 a 54 | 11    |
| 15    | 45 a 49 | 14    |
| 29    | 40 a 44 | 26    |
| 17    | 35 a 39 | 20    |
| 16    | 30 a 34 | 13    |
| 11    | 25 a 29 | 13    |
| 15    | 20 a 24 | 12    |
| 17    | 15 a 19 | 17    |
| 22    | 10 a 14 | 15    |
| 14    | 5 a 9   | 24    |
| 8     | 0 a 4   | 14    |

## Economia
El 2007 la població en edat de treballar era de 339 persones, 253 eren actives i 86 eren inactives. De les 253 persones actives 242 estaven ocupades (129 homes i 113 dones) i 11 estaven aturades (5 homes i 6 dones). De les 86 persones inactives 33 estaven jubilades, 30 estaven estudiant i 23 estaven classificades com a «altres inactius».

### Ingressos
El 2009 a Malleval hi havia 212 unitats fiscals que integraven 560 persones, la mediana anual d'ingressos fiscals per persona era de 18.193 €.

### Activitats econòmiques
Dels 22 establiments que hi havia el 2007, 1 era d'una empresa alimentària, 3 d'empreses de fabricació d'altres productes industrials, 5 d'empreses de construcció, 3 d'empreses de comerç i reparació d'automòbils, 3 d'empreses de transport, 1 d'una empresa d'hostatgeria i restauració, 2 d'empreses immobiliàries, 3 d'empreses de serveis i 1 d'una entitat de l'administració pública.
Dels 5 establiments de servei als particulars que hi havia el 2009, 1 era una oficina de correu, 1 taller de reparació d'automòbils i de material agrícola, 1 guixaire pintor, 1 electricista i 1 empresa de construcció.
L'únic establiment comercial que hi havia el 2009 era una botiga de menys de 120 m².
L'any 2000 a Malleval hi havia 21 explotacions agrícoles que ocupaven un total de 130 hectàrees.

## Equipaments sanitaris i escolars
El 2009 hi havia una escola elemental integrada dins d'un grup escolar amb les comunes properes formant una escola dispersa.

## Poblacions més properes
El següent diagrama mostra les poblacions més properes.